# Église Saint-Georges de Grez-Doiceau
L'église Saint-Georges est une église d'origine romane située sur territoire de la commune belge de Grez-Doiceau, en province du Brabant wallon.

## Historique
La tour romane de l'église Saint-Georges date du XIIe siècle. Ses superstructures et percements ont été remaniés dans l'esprit baroque en 1722 comme l'atteste le millésime inscrit dans la maçonnerie du premier étage.
Le reste de l'église fut reconstruit en style classique entre 1760 et 1772.
L'église Saint-Georges fait l'objet d'un classement au titre des monuments historiques depuis le 16 février 1981.

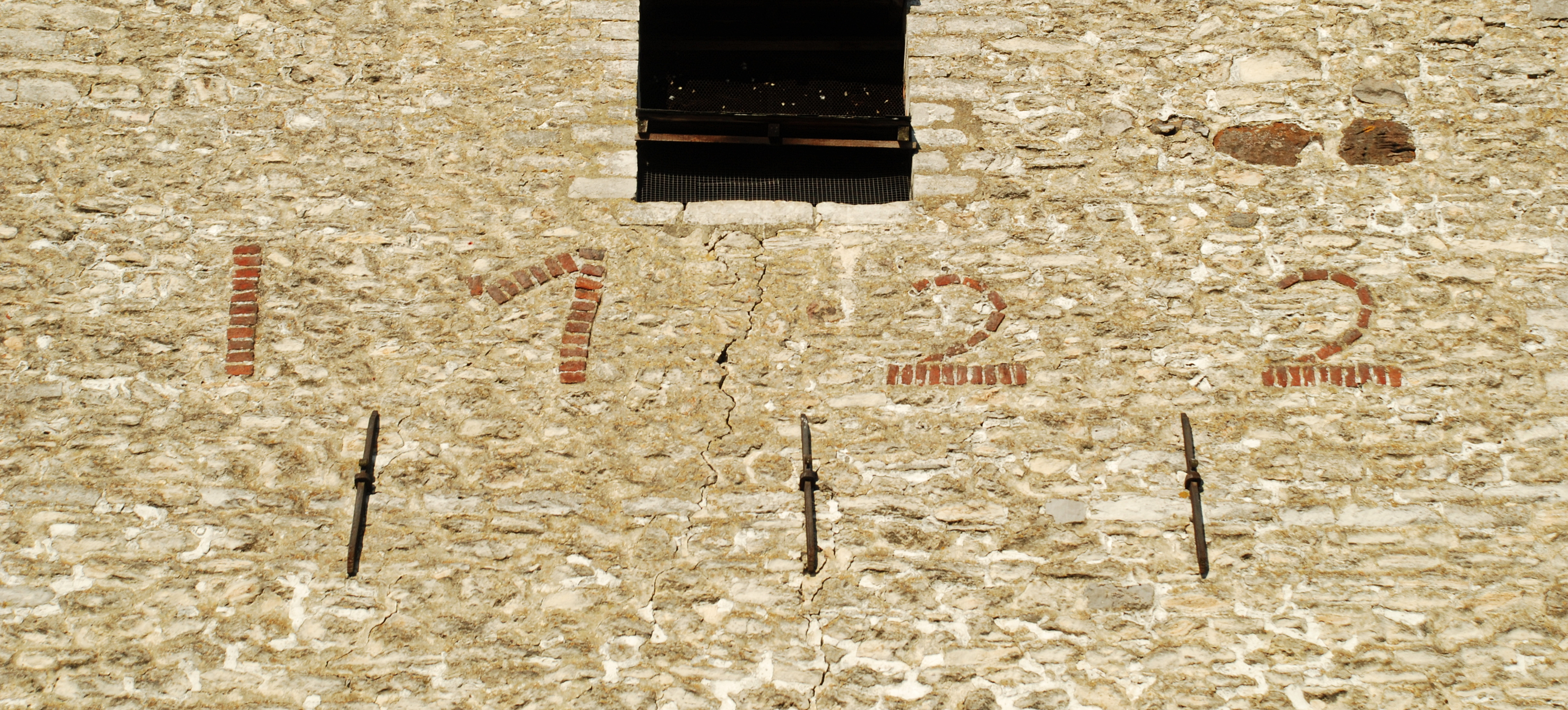
Le millésime affiché sur la tour

## Architecture

### La tour
À l'ouest, l'église présente une forte tour carrée de trois niveaux.

### La nef

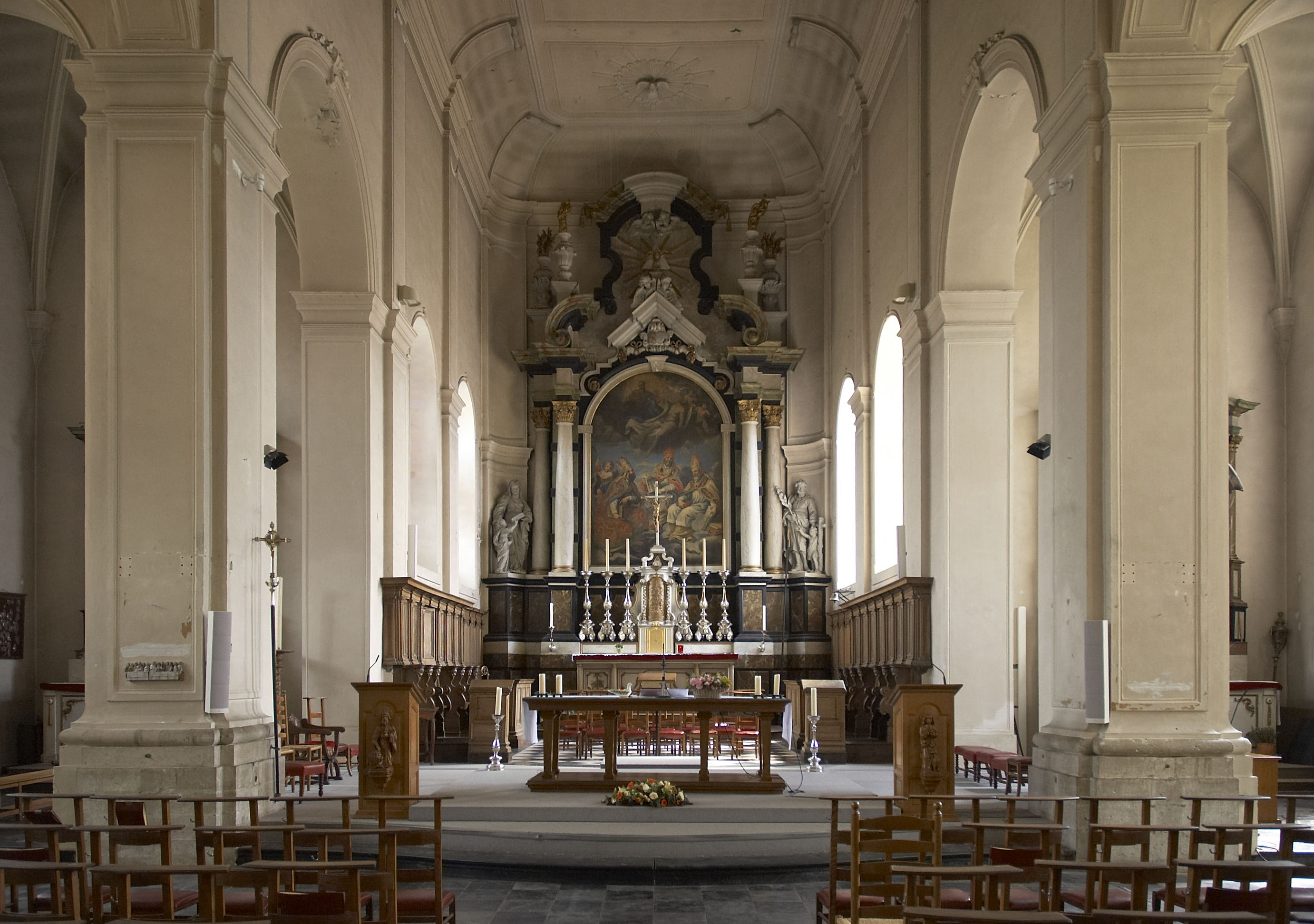
L’intérieur de l’église